# Heidi, bienvenida a casa
Heidi, bienvenida a casa ("Heidi, Bem-Vinda à Casa" (título no Brasil)) é uma telenovela argentina criada pela autora argentina Marcela Citterio, baseada em Heidi de Johanna Spyri, que contou com a direção integral de Jorge Montero, também de Patito Feo. Produzida inteiramente na Argentina, contará com gravações em ambientes naturais registrados nos lagos e montanhas de Patagônia. Estreou em 13 de março de 2017, e no Nick Play estreou 3 dias antes de sua estreia.
A nova história de Heidi se concentra em uma garota cheia de encantos que vive nas montanhas com seu avô, seu melhor amigo e seus animais, até que sua tia Dete chega para levá-la para viver na cidade, com o objetivo de fazer sorrir uma garota triste chamada Clara Sesemann, que perdeu seu sorriso desde que sua mãe deixou a mansão.

## Elenco

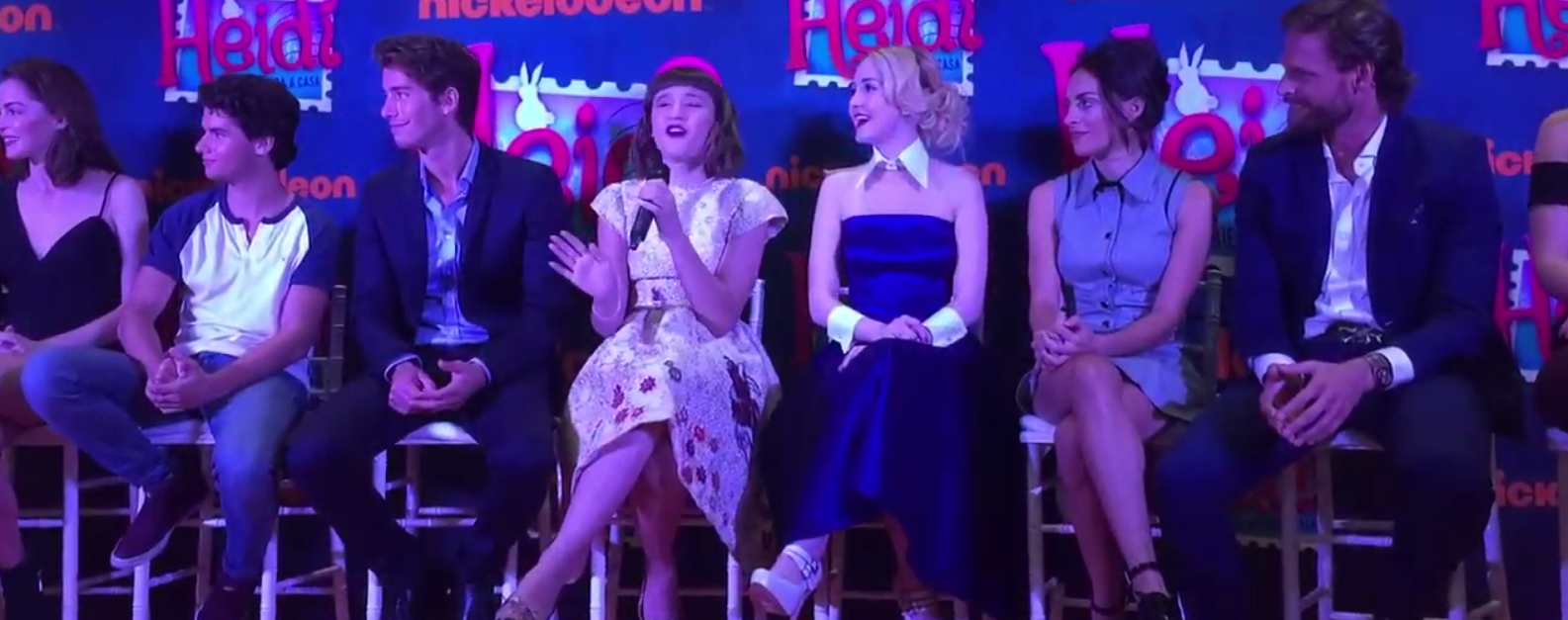
Elenco da telenovela em uma conferência de imprensa em Buenos Aires

### Principais
- Chiara Francia como Heidi, uma garota cheia de alegrias que vive nas montanhas com seu amado avô, até que ela é forçada a viver na cidade. Ela tem seus melhores amigos: Emma, Pedro e o pequeno Diego. Ela adora fazer chapéus, ama os animais, e vai a toda parte com seu coelho Nicanor, que só ela pode ouvir. Heidi sempre encontra o lado positivo das coisas e sempre, mas sempre tem um plano.
- Mercedes Lambre como Emma
- Mário Guerci como Santiago Sesemann/Lenny Man
- Florencia Benitez como Srta. Rottenmeier/Susy Rot
- Victorio D'Alessandro como Toro García Le Blanc
- Victoria Ramos como Clara Sesemann
- María José Pescador como garota zumbi
- Eduardo Pérez como Coelho De Heidi
- Melisa Garat
- Minerva Casero como Morena
- Joaquím Ochoa
- Pancho como Pedro
- Santiago Achaga como Junior
- Johanna Francella como Vicky
- Nicolás di Pace como Imanol / Oliver
- Nicolás Riendel como Boris
- Paulina Patterson como Sol
- Sofia Morandi como Abril
- Tiziano Francia como Diego
- Sol Estevanez como Rita

### Recorrentes
- Pepe Monje como Gerard García
- Adriana Salonia como Paulina Le Blanc
- Mónica Bruni como Dete
- Daniel Campomenosi como Ulises
- Fernando Fernández como Abuelito
- Santiago Talledo como Clemente/Rex

## Lista de músicas
| N.º | Título                          | Artista(s)                       | Duração |  |
| 1.  | "Un Lugar Mejor"                | Chiara Francia                   | 2:41    |  |
| 2.  | "El Sabor de la Ilusión"        | Chiara Francia e Mercedes Lambre | 1:06    |  |
| 3.  | "Una Gota de Variedad"          | Chiara Francia e Minerva Casero  | 2:52    |  |
| 4.  | "Fuera de Aquí"                 | Minerva Casero                   | 2:19    |  |
| 5.  | "Pienso"                        | Victorio D'Alessandro            | 3:12    |  |
| 6.  | "Mi Realidad"                   | Mercedes Lambre                  | 3:25    |  |
| 7.  | "Abuelito"                      | Chiara Francia                   | 3:36    |  |
| 8.  | "1, 2, 3"                       | Florencia Benitez                | 2:44    |  |
| 9.  | "Oh La La"                      | Melisa Garat                     | 1:46    |  |
| 10. | "Corre"                         | Chiara Francia                   | 2:59    |  |
| 11. | "Quiero Enamorarme"             | Johanna Francella                | 2:30    |  |
| 12. | "No Tengo Tiempo para un Novio" | Mercedes Lambre                  | 2:09    |  |
| 13. | "Agente Secreto"                | Nicolas Riédel                   | 2:26    |  |
| 14. | "A Un Lugar Final"              | Todo o Elenco                    | 2:57    |  |

## Exibição
Está sendo exibida desde de 02 de junho de 2025 às 20h30 pelo canal fast +Kids no streaming +SBT.
Sua primeira temporada foi disponibilizada na íntegra pela plataforma de streaming gratuito +SBT em 05 de junho de 2025.

## Temporadas
| Temporada | Temporada | Episódios | Exibição original      | Exibição original       | Exibição no Brasil  | Exibição no Brasil |
| Temporada | Temporada | Episódios | Início                 | Final                   | Início              | Final              |
| --------- | --------- | --------- | ---------------------- | ----------------------- | ------------------- | ------------------ |
|           | 1         | 60        | 13 de março de 2017    | 2 de junho de 2017      | 13 de março de 2017 | 2 de junho de 2017 |
|           | 2         | 60        | 12 de novembro de 2018 | 14 de fevereiro de 2019 | —                   | —                  |